# بينيلوب جان هايز
بينيلوب جان هايز هي صحفية كندية، ولدت في القرن العشرين في وندسور في كندا.